# Saúl Guarirapa
Saúl Alejandro Guarirapa Briseño (Puerto La Cruz, 18 ottobre 2002) è un calciatore venezuelano, attaccante del CSKA Mosca in prestito dal Soči.

## Caratteristiche tecniche
Inizialmente centravanti, nel corso della carriera è stato convertito ad ala sinistra.

## Carriera

### Club
Guarirapa è cresciuto nel settore giovanile del Caracas ed ha debuttato in prima squadra il 17 ottobre 2019 nell'incontro di Copa Venezuela pareggiato 1-1 contro lo Yaracuy. L'anno successivo è stato promosso in prima squadra ed il 26 ottobre 2020 ha segnato il suo primo gol in Primera División vinto 1-0 contro lo Zamora FC.
Il 18 gennaio 2024 è stato ceduto in prestito con diritto di riscatto al Soči. L'ottimo impatto con il nuovo club - 9 reti segnate in 11 incontri - non è bastato ad evitare la retrocessione in seconda divisione, tuttavia il 30 maggio è stato riscattato ed ha firmato un quadriennale. Il 12 settembre 2024 è stato ceduto in prestito con diritto di riscatto al CSKA Mosca.

### Nazionale
Ha giocato nelle nazionali giovanili venezuelane Under-20 ed Under-23.
Nel 2025 ha esordito nella nazionale maggiore venezuelana.

## Statistiche

### Presenze e reti nei club
Statistiche aggiornate al 31 ottobre 2024.
| Stagione        | Squadra         | Campionato      | Campionato | Campionato | Coppe nazionali | Coppe nazionali | Coppe nazionali | Coppe continentali | Coppe continentali | Coppe continentali | Altre coppe | Altre coppe | Altre coppe | Totale | Totale | Totale |
| Stagione        | Squadra         | Comp            | Pres       | Reti       | Comp            | Pres            | Reti            | Comp               | Pres               | Reti               | Comp        | Pres        | Reti        | Pres   | Reti   |        |
| --------------- | --------------- | --------------- | ---------- | ---------- | --------------- | --------------- | --------------- | ------------------ | ------------------ | ------------------ | ----------- | ----------- | ----------- | ------ | ------ | ------ |
| 2019            | Caracas         | PD              | 0          | 0          | CV              | 1               | 0               | -                  | -                  | -                  | -           | -           | -           | 1      | 0      |        |
| 2020            | Caracas         | PD              | 11         | 3          | CV              | 0               | 0               | CL+CS              | 4+2                | 1+0                | -           | -           | -           | 17     | 4      |        |
| 2022            | Caracas         | PD              | 15         | 3          | CV              | 0               | 0               | CL                 | 5                  | 0                  | -           | -           | -           | 20     | 3      |        |
| 2023            | Caracas         | PD              | 31         | 9          | CV              | 0               | 0               | CS                 | 1                  | 0                  | -           | -           | -           | 32     | 9      |        |
| 2023-2024       | Soči            | PL              | 10         | 8          | CR              | 1               | 1               | -                  | -                  | -                  | -           | -           | -           | 11     | 9      |        |
| lug.-set. 2024  | Soči            | 2D              | 9          | 1          | CR              | 0               | 0               | -                  | -                  | -                  | -           | -           | -           | 9      | 1      |        |
| set. 2024-2025  | CSKA Mosca      | PL              | 3          | 0          | CR              | 3               | 0               |                    | -                  | -                  |             | -           | -           | 9      | 0      |        |
| Totale carriera | Totale carriera | Totale carriera | 82         | 24         |                 | 5               | 1               |                    | 12                 | 5                  |             | 0           | 0           | 99     | 30     |        |

### Cronologia presenze e reti in nazionale
| Cronologia completa delle presenze e delle reti in nazionale ― Venezuela | Cronologia completa delle presenze e delle reti in nazionale ― Venezuela | Cronologia completa delle presenze e delle reti in nazionale ― Venezuela | Cronologia completa delle presenze e delle reti in nazionale ― Venezuela | Cronologia completa delle presenze e delle reti in nazionale ― Venezuela | Cronologia completa delle presenze e delle reti in nazionale ― Venezuela | Cronologia completa delle presenze e delle reti in nazionale ― Venezuela | Cronologia completa delle presenze e delle reti in nazionale ― Venezuela |
| Data                                                                     | Città                                                                    | In casa                                                                  | Risultato                                                                | Ospiti                                                                   | Competizione                                                             | Reti                                                                     | Note                                                                     |
| ------------------------------------------------------------------------ | ------------------------------------------------------------------------ | ------------------------------------------------------------------------ | ------------------------------------------------------------------------ | ------------------------------------------------------------------------ | ------------------------------------------------------------------------ | ------------------------------------------------------------------------ | ------------------------------------------------------------------------ |
| 18-1-2025                                                                | Fort Lauderdale                                                          | Stati Uniti                                                              | 3 – 1                                                                    | Venezuela                                                                | Amichevole                                                               | -                                                                        | 60’                                                                      |
| Totale                                                                   |                                                                          | Presenze                                                                 | 1                                                                        |                                                                          | Reti                                                                     | 0                                                                        |                                                                          |

## Palmarès

### Club

#### Competizioni nazionali
- Campionato venezuelano: 1

Caracas: 2019
- Coppa di Russia: 1

CSKA Mosca: 2024-2025

### Individuale
- Capocannoniere della Coppa Libertadores Under-20: 1

2022 (4 reti)